# Schwarze Wüstenkobra
Die Schwarze Wüstenkobra (Walterinnesia aegyptia; engl. Black Desert Cobra; fr. Cobra noire du désert) ist eine Giftnatter aus der Gattung der Wüstenkobras (Walterinnesia).

## Beschreibung
Die Schlange erreicht in der Regel eine Länge von 90 bis 120 cm. Die Grundfärbung der deutlich glänzenden Schuppen variiert von einem einfarbigen Dunkelbraun bis Schwarz, wobei die breiten Bauchschilder merklich heller sind. Jungtiere von W. aegyptia sind durchweg schwarz wie die adulten Tiere gefärbt. Gezeichnete bzw. gebänderte Jungtiere sind der Art Walterinnesia morgani zuzuordnen.
Der breite, kräftige, leicht dreieckige Kopf setzt sich kaum vom Körper ab. Die Augen sind schwarz mit ihrerseits schwarzen Pupillen.

### Beschuppung
Die Schuppen der vorderen Hälfte des Körpers sind nahezu glatt, die Schuppen des hinteren Körperteils sind leicht bis mittelstark gekielt. Um die Mitte liegen 21 bis 23 Rückenschuppenreihen, im Nacken sind es 27 Schuppenreihen. Das Analschild (scutum anale) ist geteilt. Die Unterschwanzschilder (Scutum subcaudale) weisen sehr unregelmäßige Teilungsverhältnisse auf, da einige Schuppen nicht und andere doppelt geteilt sind. Die Anzahl der Ventralia (Bauchschuppen) liegt zwischen 186 und 198. Die Anzahl der ungeteilten Subcaudalia (Schwanzunterschilde) liegt zwischen 3 und 13. Das Voraugenschild (Praeoculare) ist besonders lang und schließt an das hintere Nasenschild (Scutum nasale) an. Wie allen Kobras der Gattung Walterinnesia fehlen der Schwarzen Wüstenkobra das charakteristische Nackenschild und das Zügelschild (scutum loreale).

## Verbreitung und Lebensraum
Die Gesamtverbreitung der Gattung Walterinnesia erstreckt sich über folgende Länder bzw. Staaten: Ägypten, Irak, Iran, Israel, Jordanien, Kuwait, Saudi-Arabien, Syrien und die Türkei.
Von der Art Walterinnesia aegyptia werden hingegen nach heutigen Erkenntnissen nur die Länder: Ägypten, Israel, Jordanien und Syrien bewohnt. Ein Fund der Art im Libanon liegt noch nicht vor, könnte jedoch möglich sein.
Sie bevorzugt sandige und steinige Gelände mit häufig sehr spärlichem Buschwuchs, um sich leicht verbergen zu können. Man trifft sie allerdings auch in feuchten Oasen, verwilderten Gärten und alten Ruinen an. Wüstengebiete werden gemieden. Tagsüber versteckt sie sich unter Felsen und Gestein, in Erdspalten und in Kleintierbauten.

## Lebensweise
Diese Schlange ist fast ausschließlich in der Dämmerung und Nacht aktiv, wohingegen sie sich am Tage an sonnengeschützten Orten versteckt. Da sie meist unterirdisch lebt, kommt die Schwarze Wüstenkobra nur sehr selten mit Menschen in Kontakt. Erschreckt man sie, rollt sie sich zusammen und hält den Kopf unter den Körperschlingen versteckt. Fühlt sie sich jedoch bedroht, folgen ein lautes Zischen und meist mehrere Bisse zur Verteidigung. Durch das schlechte Sehvermögen verlässt sie sich bei der Jagd fast ausschließlich auf ihren Geruchssinn.
Die Hauptnahrungsquelle der Wüstenkobra stellen Echsen, im Besonderen die Gattung Uromastyx, kleinere Schlangen, Lurche und verschiedenen Kröten, Langschwanzmäuse sowie Vögel dar.
Über die Fortpflanzung ist wenig bekannt, frische geschlüpfte Jungtiere fand man im September. Im Terrarium legt die Art bis zu 20 Eier. Die Inkubation unter Terrarienbedingungen beträgt bei 25-28 °C circa 74-77 Tage. Die Jungtiere häuten sich das erste Mal nach ca. 14 Tagen.

## Toxikologie
Das Giftsekret der Schwarzen Wüstenkobra enthält vorwiegend postsynaptische Neurotoxine, welche durch eine Blockade von Acetylcholinrezeptoren (Nikotinrezeptoren) die Neurotransmission hemmen. Es handelt sich um verschiedene Toxine aus der Klasse der Drei-Finger-Toxine, etwa Three-finger toxin W-IV. In der Folge kommt es zu Lähmungserscheinungen bis hin zu einer Paralyse. Der Tod kann durch eine periphere Atemlähmung eintreten. Weitere mögliche Symptome und Komplikationen sind unter anderem lokale Schmerzen, Kopfschmerzen, Blutdruckstörungen, Herzstillstand oder allergischer Schock. Es gibt nur wenige klinische Berichte über Bissunfälle beim Menschen, aber das Toxingemisch ist vermutlich auch gegenüber dem menschlichen Organismus hochwirksam. Der LD50-Wert liegt für eine Maus bei 0,4 mg pro kg Körpergewicht. Die Behandlung mit einem artspezifischen oder polyvalenten Schlangenserum ist im Falle neurotoxischer Symptome die wichtigste Therapieoption. Durch ihre versteckte Lebensweise sind Bissunfälle jedoch sehr selten.